# Anna Bessonovová
Hanna Volodymyrivna Bezsonovová (ukrajinsky Ганна Володимирівна Безсонова, rusky Анна Владимировна Бессонова, *29. července 1984, Kyjev) je ukrajinská moderní gymnastka, mistryně světa z roku 2007, bronzová na olympijských hrách 2004 v Aténách a Letních olympijských hrách 2008 v Pekingu.

## Kariéra

### Do olympijských her 2004
S moderní gymnastikou začala v pěti letech (a věnovala se vždy pouze gymnastice).
Na světovém šampionátu debutovala v roce 1999 v Ósace, kde byla nejmladší členkou ukrajinského družstva, které vybojovalo bronzovou medaili. V ukrajinské reprezentaci v následující době zůstávala v pozadí za zkušenější Jerofejevovou. V roce 2002 se poprvé stala mistryní světa jako členka společné skladby a stále více se prosazovala na nejvyšší příčky i mezi jednotlivkyněmi. Vyhrála tři ze čtyř disciplín ve finále světového poháru ve Stuttgartu.
V roce 2003 se stala třikrát mistryní Evropy v Riese (s kužely, obručí a stuhou) a získala dvě zlaté medaile na mistrovství světa v Budapešti (s kužely a obručí), ale ve čtyřboji po vítězství v kvalifikaci prohrála ve finále o tři desetiny bodu se svou největší rivalkou Alinou Kabajevovou z Ruska. Podobně (dokonce s ještě větším rozdílem) skončil víceboj na následném mistrovství Evropy v Bessonovové rodném Kyjevě.
Na olympijských hrách 2004 v Aténách ji navíc porazila i další Ruska Irina Čaščinová a Bessonovová tak obsadila až třetí místo.

### Do olympijských her 2008
V poolympijském období se Bessonovové nedařilo porážet ani další nastupující Rusky, Kapranovovou či Sesinovou, navíc se po krátké pauze vrátila i Kabajevová. Na mistrovství světa v Baku v roce 2005 vybojovala jako jediná medaili ve všech pěti soutěžích, ale pokaždé byla „až“ stříbrná. Na Světových hrách v Duisburgu vybojovala pouze jedno vítězství s míčem a také v závodech světového poháru s nejlepšími Ruskami častěji prohrávala, než je porážela. Od her v Aténách do poloviny roku 2007 vyhrála 10 z 31 absolvovaných soutěží světového poháru a na mistrovství Evropy ve čtyřboji v Moskvě 2006 byla třetí se značným odstupem za Sesinovou a Kabajevovou.
V roce 2007 se jí znovu nedařilo proti ruským soupeřkám na mistrovství Evropy, na světový šampionát se chystala i na univerziádě v Bangkoku, kde ve slušné konkurenci získala všech pět zlatých medailí.
Na mistrovství světa v řeckém Patrasu proběhly kvůli pozměněnému programu nejprve s kvalifikací finále s jednotlivými náčiními. Bessonovová získala další dvě stříbra a jeden bronz a do finále víceboje postoupila až ze třetího místa. V něm svedla dramatický souboj se Sesinovou, který vyvrcholil bezchybnými výkony obou gymnastek v poslední sestavě. Bessonovová nakonec zvítězila o pouhých 0,05 bodu. Mistryní světa ve čtyřboji se stala v 23 letech, nejvyšším věku šampionky za poslední čtvrtstoletí. Bessonovová slavila vítěznou známku v slzách, „vyplakala vše, co se nakupilo za těch deset let cesty k vítězství na mistrovství světa“. Za svůj úspěch byla vyhlášena národním olympijským výborem nejlepší ukrajinskou sportovkyní roku 2007.
Na evropském mistrovství v Turíně v roce 2008 prohrála ve čtyřboji jasně, skoro o dva body s ruskou gymnastkou Kanajevovou a získala stříbro.
Na olympiádě v Pekingu Bessonovová působila nejistě a jen díky velké chybě Kapranovové z Ruska se vešla na stupně vítězů na třetí místo, daleko za vítěznou Kanajevovou.

## Zázemí
Oba rodiče Bessonovové byli špičkoví sportovci. Vladimir Bessonov byl fotbalistou, důležitým hráčem Dynama Kyjev a reprezentantem. Matka Viktoria Serichová byla moderní gymnastka, medailistka z mezinárodních soutěží v soutěžích společných skladeb. Trénují ji bývalá mistryně světa Albina Děrjuginová s dcerou Irinou.
Vzorem Bessonovové byla Olexandra Tymošenková, olympijská vítězka z roku 1992.

## Hudba sestav
Bessonovová vyniká hudebností a procítěním svých vystoupení. Skvělý dojem zanechala její sestava s obručí na hudbu Čajkovského Labutího jezera z roku 2003 (později ji cvičila ještě i na olympijských hrách v Aténách). „Sestava Bessonovové s obručí na Labutí jezero byla výjimečná. Jeden prvek obsahoval pět dokonalých piruet. Lidé šíleli. Publikum si myslelo, že měla vyhrát. Někteří dokonce pískali při slavnostním vyhlášení,“ popsal svůj zážitek publicista Bart Conner po mistrovství světa 2003. Hudbu Labutího jezera chce mít Bessonovová podle vlastních slov v repertoáru svých skladeb až do konce kariéry aspoň pro exhibiční vystoupení.
Na mistrovství světa 2007 připravila skladby tak, aby dohromady ve čtyřboji vytvářely malý příběh – skladba Aurora představovala útrapy, Bolero boj a skladba s hudbou z filmu Gladiátor vítězství.